# Gymnobucco
A Gymnobucco a madarak (Aves) osztályának a harkályalakúak (Piciformes) rendjébe, ezen belül a Lybiidae családjába tartozó nem.

## Rendszertani besorolásuk
Ez a madárnem az összes családbeli rokonával együtt, korábban a tukánfélék (Ramphastidae) családjába volt besorolva; később pedig a bajuszosmadárfélék (Capitonidae) közé helyezték; azonban manapság ezek a madárnemek megkapták a saját afrikai elterjedésű madárcsaládjukat.

## Rendszerezés
A nembe az alábbi 4 faj tartozik:
- Gymnobucco bonapartei Hartlaub, 1854
- Gymnobucco calvus (Lafresnaye, 1841)
- Gymnobucco peli Hartlaub, 1857
- Gymnobucco sladeni Ogilvie-Grant, 1907